# 栗里駅
栗里駅（ユルリえき）は、大韓民国釜山広域市北区にある釜山交通公社2号線の駅である。駅番号は236。

## 駅構造
相対式ホーム2面2線の地下駅。フルスクリーンタイプのホームドアが設置されている。

### のりば
| 上り | 2号線 | 萇山方面 |
| 下り | 2号線 | 梁山方面 |

## 歴史
- 1999年6月30日 - 開業。

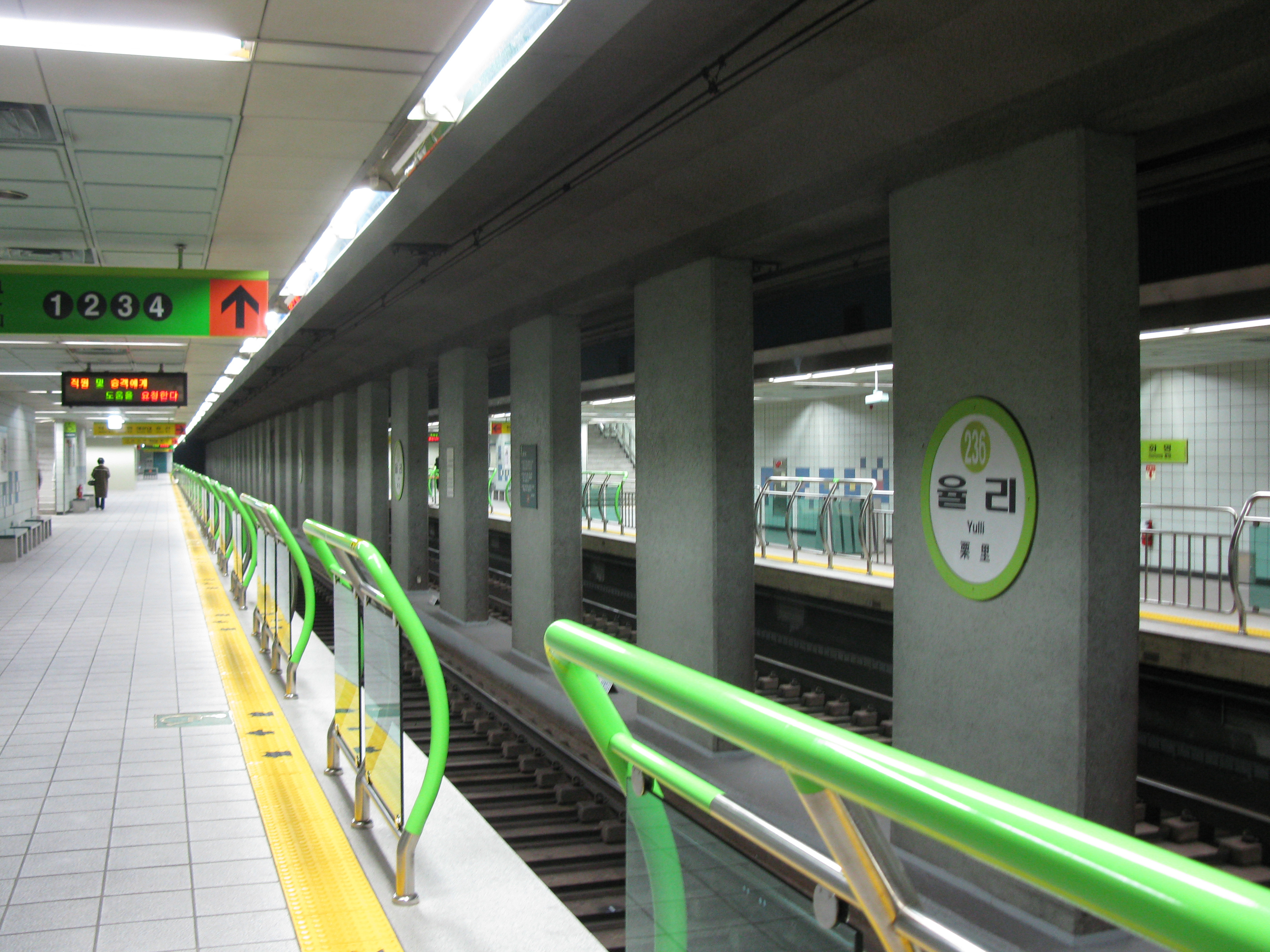
ホームドア設置前（2009年2月）
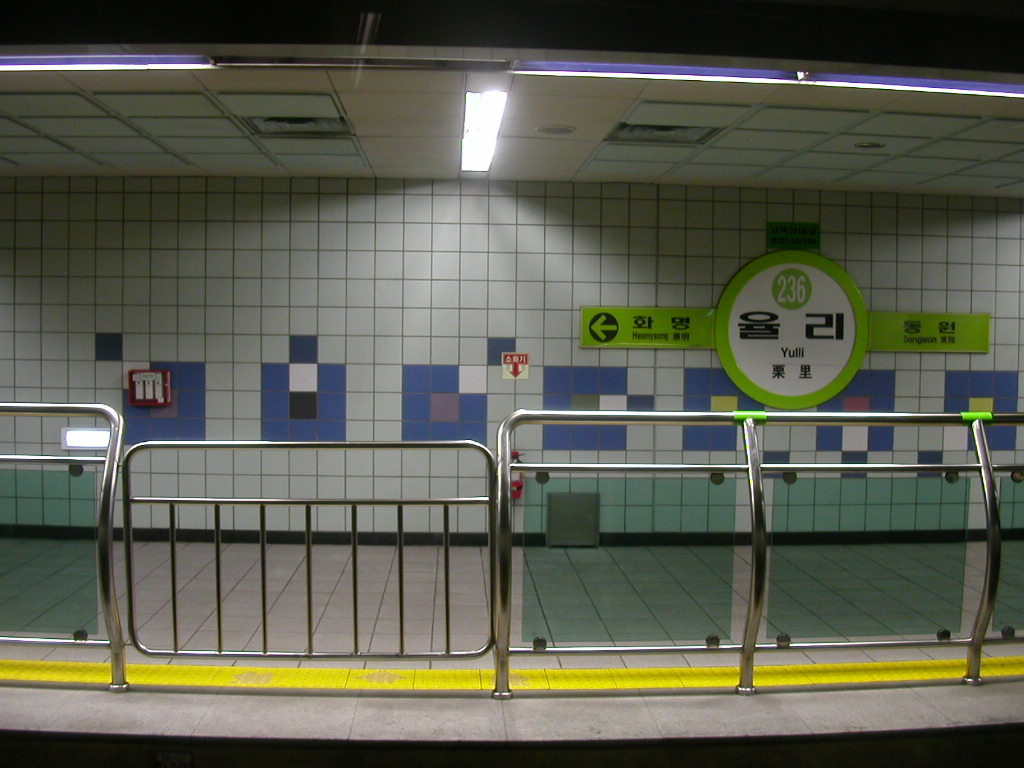
ホームドア設置前の上りホーム（2009年3月）

## 駅周辺
- 釜山北部警察署金谷派出所
- 新金初等学校
- 金明中学校
- 金谷高等学校
- 釜山華明洞郵便局
- GS25華明栗里店

## 隣の駅
釜山交通公社
 2号線
華明駅 (235) - 栗里駅 (236) - 東院駅 (237)